# العلاقات البيروية الكورية الشمالية
العلاقات البيروفية الكورية الشمالية هي العلاقات الثنائية التي تجمع بين بيرو وكوريا الشمالية.

## مقارنة بين البلدين
هذه مقارنة عامة ومرجعية للدولتين:
| وجه المقارنة                                              | بيرو                                   | كوريا الشمالية                        |
| --------------------------------------------------------- | -------------------------------------- | ------------------------------------- |
| المساحة (كم2)                                             | 1.29 مليون                             | 120.54 ألف                            |
| عدد السكان (نسمة)                                         | 32.16 مليون                            | 25.49 مليون                           |
| الكثافة السكانية (ن./كم²)                                 | 24.93                                  | 211.47                                |
| العاصمة                                                   | ليما                                   | بيونغيانغ                             |
| اللغة الرسمية                                             | اللغة الإسبانية، اللغة الأيمرية، كتشوا | لغة كوريا الشمالية القياسية ‏          |
| العملة                                                    | سول بيروفي جديد                        | وون كوري شمالي                        |
| الناتج المحلي الإجمالي (بليون دولار)                      | 211.39 مليار                           |                                       |
| الناتج المحلي الإجمالي (تعادل القوة الشرائية) بليون دولار | 393.13 مليار                           |                                       |
| الناتج المحلي الإجمالي الاسمي للفرد دولار أمريكي          | 6.03 ألف                               |                                       |
| الناتج المحلي الإجمالي للفرد دولار أمريكي                 | 11.99 ألف                              |                                       |
| مؤشر التنمية البشرية                                      | 0.740                                  |                                       |
| رمز المكالمات الدولي                                      | +51                                    | +850                                  |
| رمز الإنترنت                                              | .pe                                    | .kp                                   |
| المنطقة الزمنية                                           | توقيت بيرو، 00                         | ت ع م+08:30، ت ع م+08:30، ت ع م+09:00 |

## منظمات دولية مشتركة
يشترك البلدان في عضوية مجموعة من المنظمات الدولية، منها:
| علم المنظمة | اسم المنظمة                   | تاريخ انضمام بيرو | تاريخ انضمام كوريا الشمالية |
| ----------- | ----------------------------- | ----------------- | --------------------------- |
|             | يونسكو                        | 21 نوفمبر 1946    | 18 أكتوبر 1974              |
|             | الاتحاد البريدي العالمي       | ?                 | ?                           |
|             | الاتحاد الدولي للاتصالات      | 12 يوليو 1915     | ?                           |
|             | الأمم المتحدة                 | 31 أكتوبر 1945    | 17 سبتمبر 1991              |
|             | المنظمة الهيدروغرافية الدولية | ?                 | ?                           |

## وصلات خارجية
- موقع وزارة الخارجية البيروفية
- موقع وزارة الخارجية الكورية الشمالية